# نيكولا ديفيز
نيكولا ديفيز (بالإنجليزية: Nicola Davies) (28 ديسمبر 1985 ببانغور في المملكة المتحدة - ) هي لاعبة كرة قدم بريطانية في مركز حراسة المرمى. شاركت مع منتخب ويلز لكرة القدم للسيدات. أما مع النوادي، فقد لعبت مع نادي ليفربول لكرة القدم للسيدات ونادي تشيلسي لكرة القدم للسيدات وDoncaster Rovers Belles L.F.C. ‏ وFredericksburg Lady Gunners ‏ وReading F.C. Women ‏.

## وصلات خارجية
- نيكولا ديفيز على موقع الاتحاد الأوربي (الإنجليزية)
- نيكولا ديفيز على موقع قاعدة بيانات كرة القدم.إي يو (الإنجليزية)